# 姚汝化
姚汝化（1571年—1607年），字诚之，号虞横，南直隶苏州府太仓州何家市人，明朝政治人物。

## 生平
少好博弈，夜攻书五鼓，始就枕，妻梦夫妇冠带而坐，汝化自夸必成进士，乡人笑曰：非鵞沉死不能。及入学，亲朋以鵝饋，果沉死，旋即登第。他受业于同里孫封公忠，中万历二十八年（1600年）庚子科应天乡试第二名举人，二十九年（1601年）聯捷辛丑科進士，礼部觀政，三十一年任中書舍人，三十五年卒。

## 遗迹
宅在南盐镇东岸（今常熟市支塘镇东街姚家角嘴），稱「支塘姚厅」，现为省级文保单位。

## 家族
曾祖姚道通；祖姚佑；父姚贡。